# Dawn Breaks Behind the Eyes

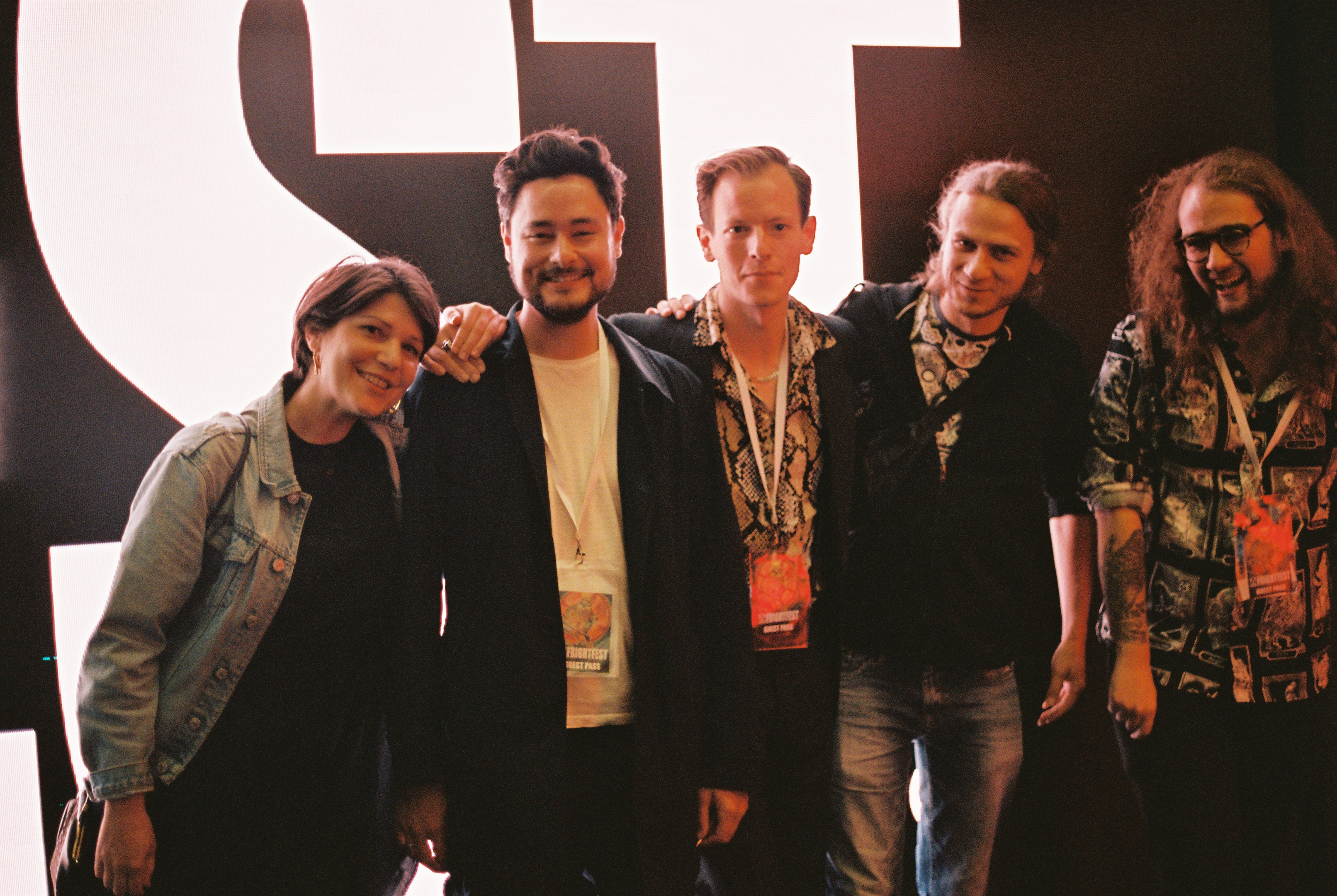
Lili Villányi, Kevin Kopacka, Frederik von Lüttichau, Frederik Adam & Lukas Dolgner auf der Weltpremiere auf dem FrightFest in London.

Dawn Breaks Behind the Eyes (dt. Hinter den Augen die Dämmerung) ist ein deutscher Spielfilm von Kevin Kopacka aus dem Jahr 2021 mit Anna Platen, Jeff Wilbusch, Luisa Taraz und Frederik von Lüttichau in den Hauptrollen. Der Film ist eine Hommage an die europäischen Gothic-Horror-Filme der 1960er und 1970er Jahre.

## Handlung
Dawn Breaks Behind the Eyes erzählt die Geschichte eines zerstrittenen Paares, das ein heruntergekommenes Schloss mitten im Nirgendwo erbt. Unsicher, was sie mit dem knarrenden, spinnwebigen Haufen anfangen sollen, beschließen sie, dort zu übernachten, bis ihre Realität langsam anfängt, sich zu verändern.

## Produktion und Veröffentlichung
Der Film wurde 2018 im Schloss Herrenhaus Vogelsang in Lalendorf, Mecklenburg-Vorpommern im Zeitraum von drei Wochen gedreht.
Dawn Breaks Behind the Eyes hatte am 28. August 2021 seine Weltpremiere auf dem FrightFest in London und lief anschließend auf insgesamt 36 Festivals.
Der Film wurde von dem US-amerikanischen Filmverleih MPI Media Group erworben und wurde am 24. Juni 2022 in den Vereinigten Staaten im Kino und VOD über Dark Sky Films veröffentlicht. Am 9. Januar 2023 erschien der Film auf der US Streaming Platform SHUDDER.
Im Vereinigten Königreich erhielt der Film Dezember 2022 einen limitierten Kinostart, gefolgt von einem geplanten physischen Release im Jahr 2023.
In Deutschland hat sich Tiberius die Rechte gesichert. Am 15. Dezember 2022 erschien der Horrorfilm digital und am 13. Januar 2023 auf DVD, Blu-ray und limitiertem Mediabook.

## Rezeption
Der Film erhielt positive Rezensionen und hat zum momentanen Zeitpunkt eine Bewertung von 100 % auf Rotten Tomatoes, basierend auf 19 positiven Rezensionen.
Erik Piepenburg von The New York Times schrieb „I enjoyed being visually dazzled by the film’s throupling of Eurosleaze gore, sexual psychodramatics (the castration scene is a doozy) and pastiche design.“ („Ich habe es genossen, mich von der Mischung aus Eurosleaze-Gore, sexueller Psychodramatik (die Kastrationsszene ist ein Knaller) und Pastiche-Design visuell berauschen zu lassen.“) und beendete seine Rezension mit den Worten „Fans of Mario Bava’s Gothic melodramas will be in heaven.“ („Fans von Mario Bava's Gothic Melodramen werden bei dem Film im Himmel sein“).
Phuong Lee von The Guardian  gab dem Film eine positive Rezension und betitelte diese mit „Cult status beckons for Euro horror homage“ („Kultstatus winkt für Euro-Horror-Hommage“).
Jonathan Ederer von Moviepilot beschrieb den Film als „das Beste, was dem deutschen Film passieren könnte“.
Ekkehard Knörer lobte die Eigenwilligkeit des Films in seiner Rezension für die taz und schrieb "In seiner Nische war und ist „Hinter den Augen die Dämmerung“ ein Riesenerfolg."
Michael Fleig von Critic.de schrieb: „Dawn Breaks Behind the Eyes ist ein Film, der das Genre- mit dem Experimental- und Kunstkino zu verbinden weiß und nach dem Screening noch ebenso eindringlich im Gedächtnis bleibt wie viele seiner Einflüsse.“
Christoph Petersen von Filmstarts schrieb „Ein überraschender Mega-Twist, der im Anschluss immer weiter ins Wahnsinnige fortgetrieben wird. Für Interessierte am deutschen Indie-Genre-Kino absolutes Pflichtprogramm.“
Meagan Navarro von Bloody Disgusting beschrieb den Film als a gorgeous, ethereal movie full of surprising twists that deftly shift genres („Ein wunderschöner, ätherischer Film voller überraschender Wendungen, der geschickt die Genres wechselt“)´.
Kat Hughes von The Hollywood News bezeichnete den Film als A technical masterpiece made even richer by a compelling narrative („Ein technisches Meisterwerk, das durch eine fesselnde Erzählung noch reicher wird“).
David Watson von Movie Ramblings gab dem Film 5 Sterne und beschrieb ihn als a smart, self-aware meditation on love, relationships, art and narrative („eine kluge, ihrer selbst bewusste  Meditation über Liebe, Beziehungen, Kunst und Erzählung“).
Sharai Bohannon von Dread Central gab dem Film 4 von 5 Sternen und schrieb: Dawn Breaks Behind the Eyes is a gothic psychedelic trip that's disorienting, chaotic, bizarre, and beautiful  („Dawn Breaks Behind the Eyes ist ein psychedelischer Gothic-Trip, der desorientierend, chaotisch, bizarr und wunderschön ist.“).

## Preise
- 2022 Gewinner: Beste Kinematographie, Ravenheart International Film Fest, Oslo, Norwegen[19]
- 2022 Gewinner: Bester Spielfilm, Phenomena Festival, São Paulo, Brasilien[20]
- 2022 Gewinner: Bestes Set Design, Nevermore Festival, North Carolina, USA[21]
- 2021 Gewinner: Bester Spielfilm, Dracula Film Festival, Brasov, Rumänien[22]
- 2021 Gewinner: Bester Spielfilm, Pumpkin Fantasy Film Festival, Peking, China[23]
- 2021 Gewinner: Bester Nebendarsteller Frederik von Lüttichau, Nightmare Film Festival, Ohio, USA[24]
- 2021 Gewinner: Beste Kinematographie, FilmQuest Festival, Utah, USA[25]
- 2021 Gewinner: Bester Spielfilm (Jury-Preis), Be Afraid Horror Fest,[26] Gorizia, Italien
- 2021 Gewinner: Bester Spielfilm (Publikums Preis), Be Afraid Horror Fest[27], Gorizia, Italien
- 2021 Gewinner: Bester Internationaler Spielfilm, Buenos Aires Rojo Sangre Horror-Film-Festival, Buenos Aires, Argentinien[28]
- 2021 Gewinner: Beste Kinematographie, Buenos Aires Rojo Sangre Horror-Film-Festival, Buenos Aires, Argentinien[28]